# 9631 Hubertreeves
9631 Hubertreeves è un asteroide della fascia principale. Scoperto nel 1993, presenta un'orbita caratterizzata da un semiasse maggiore pari a 2,8267923 UA e da un'eccentricità di 0,0656340, inclinata di 2,04958° rispetto all'eclittica.
Il nome dell'asteroide è dedicato all'astrofisico franco-canadese Hubert Reeves.